# Тертерян, Инна Арташесовна
И́нна Арташе́совна (Арту́ровна) Тертеря́н (10 января 1933, Москва — 7 января 1986, там же) — советский критик, литературовед-испанист и латиноамериканист. Доктор филологических наук (1975).

## Биография
Окончила романо-германское отделение филологического факультета МГУ в 1956 году. Сотрудник Института мировой литературы (1956—1986), с 1974 года старший научный сотрудник. В 1964 году защитила кандидатскую диссертацию «Бразильский „северо-восточный роман“ и некоторые проблемы развития реализма в литературе Бразилии», доктор филологических наук c 1975 года (диссертация «Проблема развития реализма в испанской литературе первой трети XX века (1898—1939 гг.)»). Автор трудов по литературе Испании, Португалии, Латинской Америки XIX—XX веков, поэтике романтизма. Ответственный редактор VI тома и совместно с Е. А. Костюкович автор глав об испанской и бразильской литературах в многотомной «Истории всемирной литературы». Автор глав о бразильской литературе в академическом издании «История литератур Латинской Америки», многих статей, предисловий и послесловий. Подготовила к изданию том 143 Библиотеки всемирной литературы «Испанские поэты XX века» (совместно с Л. Осповатом).
Первый муж — киновед Л. К. Козлов, их сын — историк литературы и культуры С. Л. Козлов. Второй муж — литературовед И. М. Фрадкин.
Умерла 7 января 1986 года. Похоронена на Переделкинском кладбище.

## Оценки
Д. В. Затонский писал о Тертерян: «Она открывала, вводила в обиход новые писательские имена и ставила доселе нерешенные художественные проблемы».
С. И. Пискунова вспоминала о И. А. Тертерян: «Очень красивая, сильная, необыкновенно умная, умевшая разглядеть во всех „прелестях“, которые дарила человеку советская действительность комическую изнанку, найти компромиссный выход из, казалось бы, немыслимых ситуаций и в то же время, когда было нужно, очень принципиальная… Героическая женщина, несколько лет сражавшаяся со страшной болезнью и ушедшая из жизни совсем молодой <…> Если бы Инна Арташесовна не ушла так рано, то и в российской испанистике, уверена, все было бы по-другому. Этот тот случай, когда человек оказался незаменимым для целой области научного знания».

## Признание
- 1977 — член-корреспондент Испанской королевской академии литературы и языка[2]

## Труды
- Эуклидес да Кунья — национальный герой Бразилии. — М. : Знание, 1959. — 24 с.
- Образы фольклора в современном реализме Бразилии и модернизм. — М., 1964. — 28 с. — (Материалы научной конференции «Современные проблемы реализма и модернизм» / Союз писателей СССР. Ин-т мировой литературы им. А. М. Горького. Акад. наук СССР; 7).
- Бразильский роман XX века. — М. : Наука, 1965. — 230 с.
- Современный испанский роман (1939—1969). — М. : Художественная литература, 1972. — 287 с.
  - Современный испанский роман. 2-е изд., доп. / Предисл. Л. Осповата. — М. : Художественная литература, 1989. — 367 с.
- Испытание историей: Очерки испанской литературы XX века. — М. : Наука, 1973. — 526 с.
- Кутейщикова В., Тертерян И., Земсков В. Художественное своеобразие литератур Латинской Америки / Отв. ред. И. Тертерян. — М. : Наука, 1976. — 372 с.
- Концепции историко-культурной самобытности Латинской Америки. — М. : Наука, 1978. — 189 с.
- Человек мифотворящий: О литературе Испании, Португалии и Латинской Америки / Составители И. М. Фрадкин, С. Л. Козлов; предисловие Д. В. Затонского. — М. : Советский писатель, 1988. — 560 с. — ISBN 5-265-00429-7.